# Jean-Claude Éloy
Pour les articles homonymes, voir Eloy (homonymie).
Jean-Claude Éloy, né le 15 juin 1938 à Mont-Saint-Aignan (Seine-Maritime), est un compositeur français.

## Éléments biographiques
Jean-Claude Éloy commence ses études musicales à la Schola Cantorum puis au Conservatoire national supérieur de musique à Paris, dans les classes de Lucette Descaves (piano), Jacques Février (musique de chambre), Pierre Revel (harmonie), Noël Gallon (contrepoint), Maurice Martenot (ondes Martenot), Darius Milhaud (composition) et obtient plusieurs premiers prix: piano, musique de chambre, contrepoint, ondes Martenot (1957–1960) ainsi qu'un second prix de composition (1961). Il suit aussi à cette époque les cours de Karlheinz Stockhausen, Olivier Messiaen, Hermann Scherchen et Henri Pousseur à Darmstadt, puis travaille avec Pierre Boulez à l'Académie de musique de Bâle (Master Class for Composers) de 1961 à 1963, ainsi qu’avec Karlheinz Stockhausen (qui remplace Boulez à Bâle pour une période, en 1963).
Ses premières oeuvres sont programmées par Pierre Boulez à ses concerts du Domaine musical à Paris et reçoivent un accueil chaleureux du public et de la critique. Etude III pour orchestre (créée en 1962 par l’orchestre du SWF dirigé par Ernest Bour) et surtout Équivalences (pour 18 instrumentistes) qui est dirigé par Boulez au Festival de Darmstadt (1963), au Festival de Donaueschingen (1963), et suscite un bis aux concerts du Domaine musical à Paris, avant d'être rejoué par Boulez en 1965 à Los Angeles pour le concert de son 40e anniversaire. En 1964, Boulez crée ses Poly-Chronies au Domaine musical, après en avoir présenté une première version au Festival de Donaueschingen.
En 1966, Éloy est professeur d'analyse musicale à l'Université de Californie à Berkeley pendant deux ans. Il compose deux brèves musiques de film pour Jacques Rivette (1966, La Religieuse; 1968, L’Amour fou) dont il extrait ensuite une courte pièce: Macles. En 1970, Faisceaux-Diffractions (pour 28 instrumentistes) est commandé par la Bibliothèque du Congrès et donné en première audition à Washington par Arthur Weisberg et le New York Contemporary Chamber Ensemble.
1971: Création à Paris de Kâmakalâ (pour trois ensembles d'orchestres, cinq groupes de chœurs et trois chefs) au Festival des SMIP (Semaines Musicales Internationales de Paris) qui suscite un intérêt particulier sur son évolution récente. Dans cette œuvre, Éloy s’inspire ouvertement de certaines philosophies Indiennes. Olivier Messiaen, présent dans la salle, soutient beaucoup cette œuvre et parle d’une "sensibilité particulière du temps musical". Ce qu’il confirmera plus tard: "[...] Nous assistons à un changement de la notion de temps et je crois qu'un des musiciens pour lequel ce changement est le plus sensible est Jean-Claude Eloy. En dehors du raffinement des timbres et de la qualité de l'hétérophonie, je discerne dans la musique de Jean-Claude Eloy une conception du temps qui est tout à fait à la pointe de l'avant-garde...".
1972–73 : invité par Karlheinz Stockhausen à travailler au Studio de musique électronique (Cologne) (Studio für elektronische Musik (Köln) où il réalise sa première œuvre pour sons électroniques et concrets: Shânti. Elle marque un tournant dans sa vie et inaugure ses «fresques» électroacoustiques et concrètes qui deviendront sa signature dans les années suivantes. De nombreux concerts "Shânti" sont organisés dans le monde après la création très remarquée de cette œuvre au Festival de Royan 1974 : Paris (Festival d’Automne, 1974); tournée Américaine (San Diégo, Los Angeles, Berkeley, Austin, New Haven, 1975) ; Londres (Round House,1975); Paris (Radio France, Perspectives du XXe siècle, 1976), Genève, Liège, Bruxelles, Tokyo (1976); Brésil (São Paolo, Rio de Janeiro, 1977), Kyoto, Chicago, Montréal, Utrecht, La Rochelle, Hong Kong, Jakarta (1978)... beaucoup d’autres encore et plus récemment: Cologne (2001, 2012, 2018); Paris (Radio France, Présences électroniques, 2013); Bologne (Festival Angelica, 2013), Stockholm (2017);  Saint-Pétersbourg (2018). En 1974, Boulez  dirige Faisceaux-Diffractions à Londres. 1975: Kâmakalâ est repris à Cologne (WDR) et Bruxelles (Biennale de Musique Contemporaine).
1977 : il  part au Japon pour y réaliser Gaku-no-Michi (film sans images pour sons électroniques et concrets) au Studio électronique de la radio NHK (Denshi Ongaku Studio) à Tokyo. Cette œuvre d’une durée inusuelle (4 heures non stop) sera par la suite présentée dans de nombreux pays. D’abord en France : Paris (Festival d’Automne), Bordeaux (Festival Sigma), La Rochelle (Festival International d’Art Contemporain), Grenoble (Festival 38e Rugissants). Puis dans le monde: Zagreb (Muzcki Biennale), Tokyo (Festival Music Today), Kyoto, Utrecht, Berlin, Cologne, Toronto, Montréal, Mexico, New York, Hong Kong, Taipei, Stockholm. 1979–80: travaille au Centre d'Études de Mathématiques et Automatique Musicales (CEMAMu) fondé par Iannis Xenakis, où il réalise Etude IV: points-lignes-paysages, et participe à différents ateliers autour de l’UPIC – Unité Polyagogique Informatique du CEMAMu (Lille, Bordeaux).
1980 : travaille à l’Institut de l’Université d’Utrecht (Instituut voor sonologie) où il réalise toutes les parties électroacoustiques de Yo-In, théâtre sonore pour un rituel imaginaire, en quatre actes: une œuvre qui – en dehors de l‘importante partie électroacoustique – emploie un percussionniste-soliste utilisé comme une sorte de «célébrant», entouré d’une très grande quantité d’instruments rares venant en majorité de l’Asie (Michael Ranta et sa compagnie Asian sound de Cologne). La création aura lieu au festival Sigma de Bordeaux (1980), et sera reprise ensuite au Festival de Théâtre d’Avignon (1981), à Paris (Musique en Théâtre au Musée d’Art Moderne, 1981), à Cologne (Musikder Zeit, 1981), Amsterdam (Festival de Hollande, 1984), Berlin (Festival Inventionen, 1985), Strasbourg (Festival Musica, 1985), Liège (Festival de Wallonie), Tsukuba (Expo-1985), Varsovie (Festival Automne de Varsovie, 1994).
1982 : Éloy reçoit une commande du Théâtre national du Japon (Kokuritsu Gekijô) pour une œuvre destinée à l’orchestre traditionnel du gagaku du Japon associé à des chœurs de moines Bouddhistes: À l’approche du feu méditant, musique de théâtre pour un cérémonial sonore et visuel est créé à Tokyo, au Théâtre National, en 1983. De 1984 à 1986, il travaille dans le studio de musique électronique du Conservatoire Sweelinck, à Amsterdam, ainsi qu’au Groupe de recherches musicales (GRM) à Paris et au studio électronique de l’Université Technique de Berlin (TU) pour la réalisation de Anâhata ("Vibration primordiale") commande du Festival d’Automne à Paris. Cette œuvre, qui associe cinq musiciens solistes traditionnels du Japon (ryūteki, hichiriki, shō, deux chanteurs moines Bouddhistes), un percussionniste (avec un orchestre d’instruments à percussions) et une abondante électroacoustique, est créée à Bordeaux et à Paris en 1986, puis reprise intégralement en deux concerts au Festival de Donaueschingen, 1990. Elle suscite de nombreux commentaires, qui sont très divergents et s’opposent les uns aux autres.
En 1989 il reçoit une commande du Festival d’Automne à Paris et du Ministère de la Culture Français, dans le cadre des célébrations du bi-centenaire de la Révolution française. Il choisit alors une thématique assez féministe et compose Butsumyôe ("La cérémonie du repentir"") et Sappho hikètis ("Sappho implorante") pour un duo vocal féminin fondé à cette occasionavec Yumi Nara (japonaise vivant à Paris) et Fatima Miranda (espagnole vivant à Madrid). Cela lui permet – en accord avec les recherches de ces deux solistes – de développer des techniques spécialement appropriées dans le domaine si difficile situé entre le «chanté» et le «parlé»: zones de recherches où il tente d’unifier le « Sprechgesang » d' Arnold Schönberg avec le chant du Gidayu (théâtre de marionnette) du Japon. Cette oeuvre sera créée au Festival d’Automneà Paris les 24, 25, 27, 28 octobre 1989, puis reprise à Londres (Festival Almeida), Strasbourg (Festival Musica), Lyon, Dijon, Berlin (Festival Inventionen), Varsovie (Automne de Varsovie).
1990–91 : il travaille au Studio de Musique Electronique du WDR à Cologne, invité à nouveau par Karlheinz Stockhausen, pour y réaliser Erkos, commande du WDR, œuvre conçue pour la joueuse japonaise de satsuma-biwa Junko Ueda. Cette œuvre est créée à Cologne en 1991, puis reprise par le Festival Musica à Strasbourg; le Festival Inventionen à Berlin; le Festival d’Automne à Paris; le Festival Automne de Varsovie; le Festival Sigma de Bordeaux, puis d’autres Festivals en France (38e Rugissants à Grenoble; Présences 2000 – Radio France à Paris; Dijon; Brest). En 1992, Éloy obtient la bourse de résidence de la DAAD à Berlin et séjourne fréquemment à Berlin de 1992 à 1996. À partir de ces dates, il travaille essentiellement avec son «home-studio» et fonde en 2004 son propre label éditorial («hors territoires») afin de publier ses œuvres en CDs ainsi que ses textes. Il produit ainsi Electro-Anâhata I-II-III et Galaxies Full-Electro (nouvelles versions de toutes les parties uniquement électroacoustique de Anâhata), ou réalise des oeuvres nouvelles (L’Anneau des sept lumières,Etats-Limites ou les cris de Petra, Le Minuit de la foi, sur quelques phrases d’Edith Stein). Ces œuvres sont présentées dans différents lieux et festivals, notamment à Bologne (Festival Angelica 2015), Hong Kong (2015), Taipei (2015), Santa Barbara et Oakland (Californie, 2016), Cologne (2016, 2018), Stockholm (Festival Éloy au Swedish National Center for Electronic Music and Sound Art, 2017), Rouen (Centre Iannis Xenakis, 2018), Paris (Radio France, GRM, Akousma, 2018), et Saint Pétersbourg (inauguration de l’acousmonium du théâtre Alexandrinsky, 2018).

### Style et influences
Éloy est d'abord marqué dans sa jeunesse par la musique de Claude Debussy, puis par Olivier Messiaen et Pierre Boulez (Le Marteau sans maître). On peut à cette époque le rattacher à l'école sérielle post-wéberienne. Varèse, qu'il a connu aux États-Unis en 1964, l'influence également, notamment dans son œuvre Équivalences, pour 18 instrumentistes (1963). Si ses œuvres de jeunesse peuvent être associées au mouvement musical européen des années 1960, il est influencé par l'esthétique de la musique traditionnelle orientale dès la fin de cette décennie et au cours de la décennie suivante, notamment par ses rencontres avec des musiciens de l'Inde lors d'un séjour en Californie. À partir de Kâmakalâ (1971), Éloy tente d'effectuer la synthèse entre musique orientale et musique occidentale, mais rejette l'idée d'intégrer la première à la seconde. Il parle alors d'« hybridation », en mettant en opposition le discontinu de la musique sérielle au « sens très fort de la continuité des événements sonores » de la musique orientale.

## Choix d'œuvres
- Trois pièces pour piano (1960), (13 min)
- Stèle pour Omar Khayyam (1960), pour voix de soprano, piano, harpe et percussion (20 min)
- Cinq poèmes de Saîgyo (1960), pour voix de soprano et piano (9 min)
- Chants pour une ombre (1961), pour voix de soprano et huit instrumentistes (18 min)
- Études I et II (1962), pour flûte, violoncelle et harpe (21 min)
- Étude III (1962), pour orchestre (20 min)
- Equivalences (1963), pour 18 instrumentistes (10 min)
- Faisceaux-Diffractions (1970), pour 28 instrumentistes (25 min)
- Kâmakalâ (1971), pour trois ensembles d’orchestre et cinq groupes de chœurs avec trois chefs (env. 32 min)
- Shânti ("Paix", 1972-73), pour sons électroniques et concrets (1 h 45 min, WDR Elektronische Musik Studio, Cologne)
- Fluctuante-Immuable (1977), pour grand orchestre (20 min)
- Gaku-no-Michi ("Les Voies de la musique" ou "La Voie des sons", 1977-78), film sans images pour sons électroniques et concrets (3 h 50 min, NHK Electronic Music Studio, Tokyo)
- Yo-In ("Réverbérations", 1980), théâtre sonore pour un rituel imaginaire en 4 actes, pour un personnage-percussionniste soliste, sons électroniques et concrets, lumières (3 h 40 min, Instituut voor Sonologie, Utrecht)
- Étude IV (1978-80), electroacoustique, UPIC – ordinateur avec interface graphique (20 min)
- A l'Approche du Feu Méditant (1983), pour 27 instrumentistes de l'orchestre du "Gagaku", deux chœurs de moines-chanteurs Bouddhistes écoles traditionnelles du chant "Shômyô" (sectes Tendai et Shingon), six percussionnistes, cinq danseurs du "Bugaku" (2 h 30 min)
- Anâhata ("Vibration primordiale" ou "Vibration d'origine", 1984-86), pour cinq musiciens traditionnels du Japon (deux chanteurs de "Shômyô" et trois solistes instrumentistes de "Gagaku"), un percussionniste (avec un orchestre d'instruments à percussions), sons électroniques et concrets, lumières (3 h 45 min)
- Butsumyôe et Sappho Hikètis ("La cérémonie du repentir" et "Sappho implorante", 1989), pour deux voix de femmes de tessitures aigües (soprano) maîtrisant diverses techniques vocales étendues (parlé-chanté, glissé-crié, diphoniques) et utilisant des instruments à percussions, partie électroacoustique fixée (orchestre modulé d'instruments à percussions métalliques), support numérique (1 h)
- Erkos ("Chant, louange", 1990-91), pour une soliste instrumentiste et vocaliste jouant le Satsuma-Biwa, utilisant des techniques chantées étendues ("Shômyô", "Heiké-Biwa", chant de tête des musiques de Java), et pouvant jouer divers instruments à percussions, avec parties électroacoustiques fixées multipistes et interactives, (1 h 05 min, WDR Elektronische Musik Studio, Cologne)
- Two American Women (1996), pour deux voix de femmes (techniques chantées et parlées), avec électroacoustique
- Galaxies (Version Varsovie, 1986-1994), électroacoustique seule (env. 38 min)
  - Galaxies (Version Sigma, 1986-1996), électroacoustique et voix soliste de femme (techniques vocales variées: "Shômyô", étendu, voix naturelle, chant de tête) (env. 60 à 70 min)
  - … kono yo no hoka… ("… ce monde au-delà…", 1996), solo vocal des Galaxies (Version Sigma), pour voix solo (techniques vocales étendues, au-delà du "Shômyô") (30 min)

### Musique de films
- 1967 : La Religieuse, de Jacques Rivette
- 1969 : L'Amour fou, de Jacques Rivette
- 1983 : Le Japon insolite de François Reichenbach
- 2010 : Enter the Void, de Gaspar Noé

## Récompenses
- 1960 : Prix de la Fondation Copley
- 1961 – 1962 : Prix Halphen
- 1963 : Prix de la Biennale de Paris
- 1970 : Prix Herbé Dugardin
- 1971 : Grand Prix de la musique de chambre de la SACEM
- 1980 : Prix de la promotion de la musique symphonique
- 1981 : Prix national de la musique
- 1985 : Grand Prix de la musique symphonique

## Discographie
- Equivalences, pour 18 percussions — Les Percussions de Strasbourg, dir. Pierre Boulez (1966, Disques Adès 14.022 / 16.001) (OCLC 776905127) — Grand Prix du disque de l'Académie Charles-Cros 1967.
- Shanti – Studio de la WDR (1972-1973, Erato) (OCLC 1130597090)
- Gaku-No-Michi – Studio électronique de la NHK à Tokyo (1977-1978, Disques Adès/MFA) (OCLC 863131583)
- À l'approche du feu méditant – Ensemble du Tokyo-Gakuso ; Orchestre du Gagaku de la cour impériale ; Moines bouddhistes sectes Shingon et Tendai, du Théâtre national du Japon (30 septembre 1983, Harmonia Mundi/MFA HMC5155) (OCLC 762020385)

### Encyclopédies et dictionnaires
- Marc Honegger, « Éloy, Jean-Claude », dans Dictionnaire de la musique : Les hommes et leurs œuvres, Éditions Bordas, coll. « Science de la Musique », 1993, 2e éd. (1re éd. 1979), viii-682, Tome I (A-K) (OCLC 312098944), p. 367.
- Silvio Riolfo Marengo, Édith Weber, Serge Gut, Louis Jambou (trad. de l'italien), Encyclopédie de la musique, Paris, Librairie générale française, coll. « Le Livre de poche/Pochothèque. Encyclopédies d'aujourd'hui », 1995 (1re éd. 1983), 1 142 (OCLC 491213341), p. 247-248.
- Theodore Baker et Nicolas Slonimsky (trad. Marie-Stella Pâris, préf. Nicolas Slonimsky), Dictionnaire biographique des musiciens [« Baker's Biographical Dictionary of Musicians »], t. 1 : A–G, Paris, Robert Laffont, coll. « Bouquins », 1995 (réimpr. 1905, 1919, 1940, 1958, 1978), 8e éd. (1re éd. 1900), 4 728 p. (ISBN 2-221-06787-8), p. 1153–1154.
- (en) Ivanka Stoianova, « Éloy, Jean-Claude  », dans Grove Music Online, Oxford University Press, 2001.
- Marc Vignal (dir.), Michel Chion et Alain Féron, Dictionnaire de la musique, Paris, Larousse, 2005 (1re éd. 1982), 1516 p. (OCLC 896013420, lire en ligne), « Éloy, Jean-Claude », p. 340–341.